# 2.8 cm 41호 중대전차소총
2.8 cm 41호 중대전차총은 독일의 압착원리를 이용한 대전차 무기이다. 공식적으로 중대전차소총(독일어: schwere Panzerbüchse)으로 분류되지만, 경대전차포라고 보는 것이 옳다..

## 특징
비록 sPzB 41이 중대전차소총으로 분류되지만, 그 구조는 일반적인 대전차포와 더 가깝다. 대전차포처럼 완충장치가 있고, 포방패와 견인장치가 있다. 유일하게 대전차소총과 같은 점이라면 포신이 가벼워서 손으로 쉽게 움직일 수 있기에 부앙-선회 장치가 없다는 점이다.
sPzB 41의 가장 큰 특징은 약실에선 28mm이던 구경이 포구에서는 20mm로 줄어드는 원뿔형의 포신이다. 탄약에는 두개의 외부 플랜지가 붙어있는데, 포구쪽으로 나아가면서 플랜지는 압착되면서 표면적을 줄여 탄속이 매우 빨라진다. 이러한 포신으로 인해 1,400 m/s의 매우 빠른 속도를 갖게 된다. 머즐브레이크에는 구멍이 뚫여있다. 수평이동차단식 폐쇄기는 "사분-자동(quarter-automatic)":(탄약이 장전되면 자동으로 닫히는 방식)식이다. sPzB 41에는 500m까지 시야가 확보되는 개방식 조준구가 설치되어있으나 필요할 경우 3.7 cm PaK 35/36에도 장착된 ZF 1х11망원 조준구를 부착할 수 있다.
완충 시스템은 유압반동완충기와 스프링 압력 만회기로 구성되어 있다. 서스펜션이 있는 분리식 견인주행장치를 사용하며, 더 낮은 자세로 은폐하기 위해 바퀴의 타이어를 제거할 수 있다; 제거에는 30~40분 정도 걸린다. 도구없이 5조각으로 분해할 수었으며, 가장 무거운 조각은 62 kg이다.

## 개발사

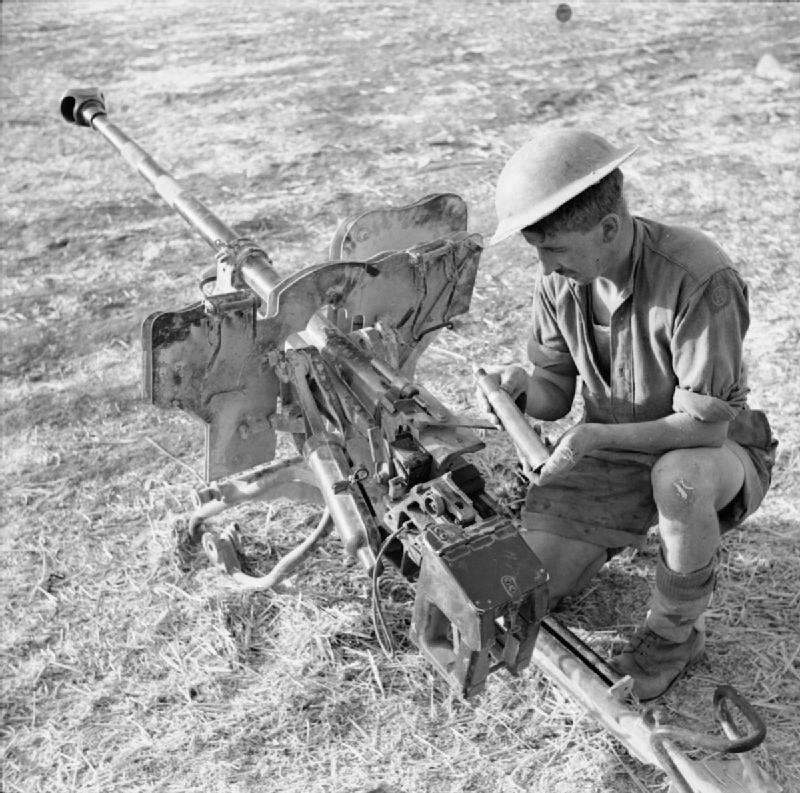
영국병사가 노획된 sPzB 41 대전차포를 살펴보고 있다, 시칠리아, 1943.

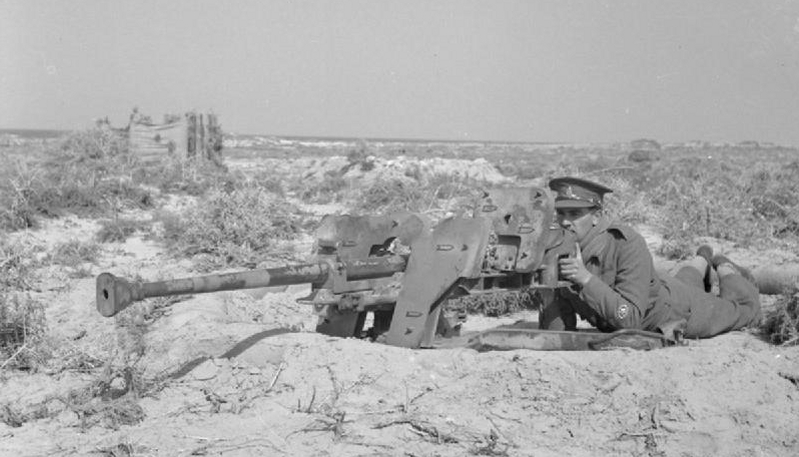
영국군에 의해 노획된 sPzB 41, 1942년.

원뿔형 총신은 1903년 독일의 칼 푸프에 의해 처음으로 시도되었다. I1920년과 1930년대 또다릉 독일 엔지니어 게를리히가 실험적인 원뿔형 총신의 총구속도 1,800m/s의 7mm 대전차소총을 개발해 냈다.
이러한 작업을 바탕으로, 1939~1940년 마우저-베르케 AG사는 28/20mm 구경 게라트 231 혹은 MK.8202라고 명명된 대전차무기를 개발하였다. 1940년 6~7월 사이 시험적으로 94대 (자료에 따라 30)가 생산되어 육군에서 평가되었다. 평가후 몇가지 변경과 함께 2.8cm schwere Panzerbüchse 41로의 명명과 양산이 시작되었다. 1문의 가격은 4,520 라이히스마르크 (비교를 위해, 5cm PaK 38포 1문의 가격은 10,600 라이히스마르크). 1943년 생산이 종료되었다ㅣ 생산이 중단된 주된 원인은 텅스텐 탄약의 부족이었다.
| sPzB 41의 생산량, 문. |      |      |      |      |
| 1940                  | 1941 | 1942 | 1943 | 총계 |
| 94                    | 349  | 1030 | 1324 | 2797 |

| sPzB 41의 탄약 생산량, 천발. |       |       |       |       |        |
| 탄종                         | 1940  | 1941  | 1942  | 1943  | 총계   |
| 파편탄                       | -     | 9.2   | 373.3 | 130.1 | 512.6  |
| 철갑탄                       | 156.2 | 889.5 | 270.0 | 278.1 | 1602.8 |

## 배치
sPzB 41은 몇몇 기계화 사단과 경보병, 산악 및 공수부대에서 사용되었다. 몇몇은 대전차와 전투 공병부대에 공급되었다. 동부전선에서는 개전초부터(6월 1일 국방군은 183문을 가지고 있었다.) 종전까지 운용되었고, 1944년~1945년의 북아프리카 전역과 서부전선에서도 목격되었다.
sPzB 41의 단거리 사격은 2차 대전시기 대부분의 장갑차량을 관통할 수 있었다; 운이 좋으면 KV-1이나 IS-2같은 중전차에도 피해를 입힐 수 있었다.(심지어 이러한 중전차들의 전면장갑 하부를 관통한 실례가 있다.)

## 계열형

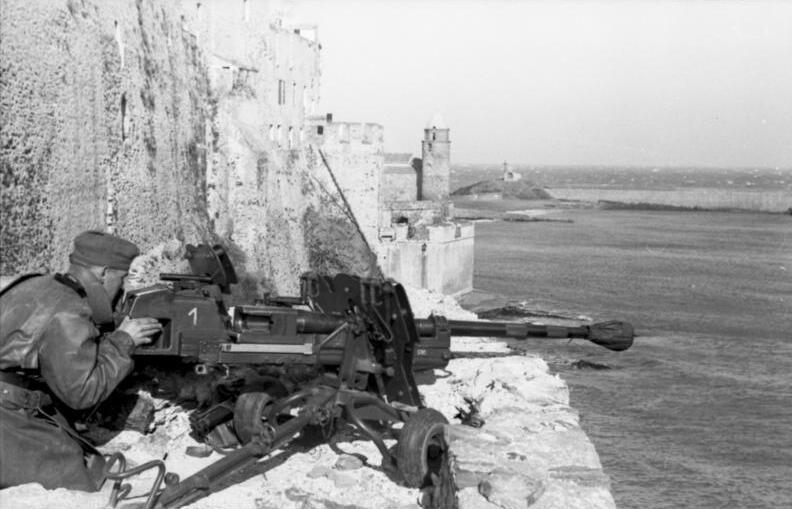
2.8 cm sPzB 41 leFl 41, 프랑스, 1942.

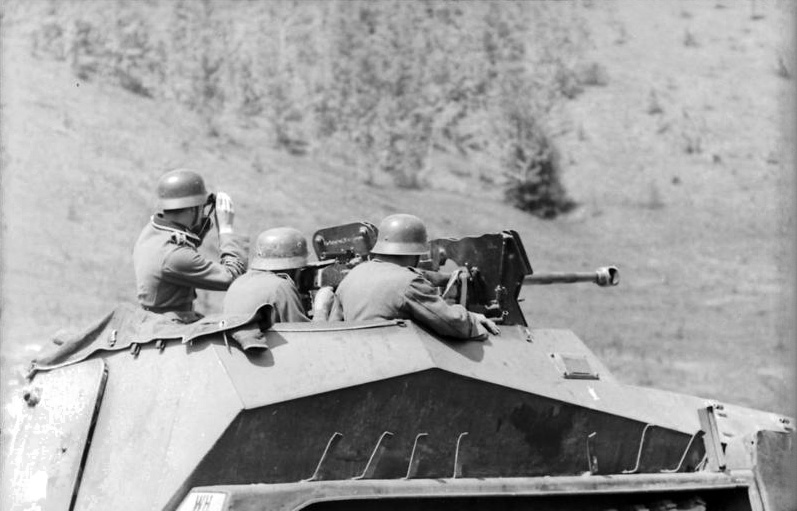
그로스도이칠란트 사단의 SdKfz 250/11, 동부전선, 1943.

- 2.8 cm sPzB 41 leFl 41(2.8 cm schwere Panzerbüchse 41 auf leichter Feldlafette 41): 공수부대용의 sPzB 41. 서스펜션이 없는 경량 견인장치를 사용했다; 바퀴는 작은 롤러로 대체되었다; 포방패는 일반적으로 제거되었다. 그 결과 무게는 139kg(롤러 없이 118kg)로 줄었다. 포가는 수평 360°의 사격범위를 가지고, 수직으로 -15°에서 25°로 움직일 수 있다.
- 2.8 cm KwK 42: 전차포형. 24문이 생산되었다. 사용되었는지는 알 수 없다.

sPzb 41은 SdKfz 250반궤도 장갑차에 장착되었다; 이 형식은 SdKfz 250/11로 명명되었다. 적은 수가 SdKfz 221장갑차에 장착되었다.

## 요약
2차 대전동안 압착포는 제한적으로 사용되었다. 이러한 무기의 제조는 발전된 기술과 높은 산업표준 없이는 불가능했다. 독일을 제외하고 이러한 무기를 양산한 나라는 같은 원리를 사용하는 리틀존 어댑터-비록 포자체는 아니었지만—를 양산한 영국이 유일하다. 소련에서는 V. G. 그라빈이 이끄는 설계국의 시도는 기술적 문제로 실패했다.. 미국에서는, sPzB 41에서 영감을 받아 28/20포를 M3포에 적용하려는 시도가 있었다; 작업은 1941년 9월에 시작되어 실질적인 성과 없이 종전까지 계속되었다.
sPzB 41는 단거리에서는 훌륭한 위력을 발휘하는 소형, 경량(대전차포로서), 분해가능한 구조의 높은 발사속도를 자랑하는 좋은 무기였나, 몇가지 단점들 또한 존재하였다. 구체적으로:
- 포신의 제조가 힘들었고 수명이 짧았음(약 500발)
- 너무 약한 파편탄
- 필수적인 텅스텐의 사용(희소자원이고 공급이 불안정하며 결정적으로 다른대전차포들도 텅스텐을 필요로 했다)
- 짧은 유효 사거리
- 상대적으로 약한 장갑 내부에 대한 효과.
- 성형작약탄을 사용한 대전차무기들 등장

몇몇 저자들은 sPzB 41 짧은 수명에 비난을 집중하고 있다. 하지만, 그러한 짧은 거리에서 500발을 사격할 가능성은 낮다. 그리고 빠른 탄속의 "일반적"인 포신의 수명 또한 짧다는 것을 언급해야 한다. 예를 들어 소련의 57-mm ZiS-2는 1,000발의 수명을 가지고 있다. 끝으로, 텅스텐의 부족은 sPzB 41의 생산 중단을 가져왔다.

## 탄약
sPzB 41에는 단지 두가지 탄종만이 있다: 2.8 cm Pzgr.41철갑탄과 2.8 cm Sprg.41파편탄이다.
Pzgr.41은 텅스텐 카바이드탄심, 연철 외피와 마그네슘합금 캡으로 구성된다. 탄심의 길이는 40mm 이고 직경은 10.9mm 9.1%정도의 텅스텐을 함유하고 있다.
| 사용 탄약 |                |          |                        |               |           |
| 탄종      | 형식명         | 무게, kg | 충전재                 | 포구속도, m/s | 사거리, m |
| APCNR-T   | 2.8 cm Pzgr.41 | 0.125    | -                      | 1,430         | 500       |
| 파편탄    | 2.8 cm Sprg.41 | 0.093    | 5 g, phlegmatized PETN | 1,400         | 1,000     |

| 관통력                 |         |         |
| APCNR-T 2.8 cm Pzgr.41 |         |         |
| 거리, m                | 60°, mm | 90°, mm |
| 100                    | 52, 69  | 75      |
| 300                    | 46      |         |
| 400                    |         | 40      |
| 500                    | 40, 52  |         |